# Saxifraga sect. Cymbalaria
Saxifraga sec. Cymbalaria es una sección del género Saxifraga. Contiene las siguientes especies:

## Especies
- Saxifraga cymbalaria L.)
- Saxifraga hederacea L.,[1]
- Saxifraga hederifolia Hochst. ex A.Rich.
- Saxifraga sibthorpii Boiss.